# Aleksandr Petrovič Dovženko
Aleksandr Petrovič Dovženko (in russo Алекса́ндр Петро́вич Довже́нко?, in ucraino Олександр Петрович Довженко?, Oleksandr Petrovyč Dovženko; Sosnycja (Ucraina), 10 settembre 1894 – Mosca, 25 novembre 1956) è stato un regista sovietico.

## Biografia
Figlio di contadini del territorio oggi facente parte dell'Oblast di Černihiv in Ucraina, dopo essere stato maestro elementare, pittore e scrittore, iniziò a lavorare nel cinema nel 1926 come sceneggiatore e l'anno seguente passò alla regia. Sposato con la regista Julija Ippolitovna Solnceva, insieme ad Ėjzenštejn, Pudovkin e Vertov fu uno dei protagonisti del cinema del suo Paese. Il suo capolavoro è considerato La terra (1930).

## Filmografia parziale
- Jagodka ljubvi (Ягодка любви) (1926)
- Zvenigora (Звенигора) (1927)
- Sumka dipkur'era (Сумка дипкурьера) (1927)
- Arsenale (Арсенал, Arsenal) (1929)
- La terra (Земля, Zemlja) (1930)
- Ivan (Іван) (1932)
- Aėrograd (Аэроград) (1935)
- Ščors (Щорс) (1939)
- La battaglia per la nostra Ucraina sovietica (Битва за нашу Советскую Украину, Bitva za našu Sovetskuju Ukrainu) (1943)
- Vittoria sulla riva destra dell'Ucraina e cacciata degli aggressori tedeschi fuori dei confini dell'Ucraina sovietica (Победа на Правобережной Украине и изгнание немецких захватчиков за пределы украинских советских земель; Pobeda na pravobereznoj Ukraine i izgnanie nemeckich zachvatcikov za predely ukrainskich sovetskich zemel’) (1945)
- Mičurin (Мичурин) (1948)
- Addio America (Прощай, Америка!, Proščaj, Amerika!) (1951)
- Il poema del mare (Поэма о море, Poėma o more), iniziato nel 1956 e completato dopo la sua morte dalla moglie Julija Solnceva, che era anche stata sua collaboratrice assidua
- Storia degli anni di fuoco (Повесть пламенных лет, Povest' plamennych let) (1960), sceneggiatura di O. Dovženko, regia di Julija Solnceva (premio per la regia nel XIV Cannes IFF/